# Гине, Яков Егорович
Яков Егорович Гине (Гойнинген-Гюне) (1769—1813) — русский генерал-майор, участник войн против Наполеона.

## Биография
Родился в 1769 году, сын штаб-офицера, происходил из лифляндских дворян.
16 ноября 1787 года Гине выпущен из 1-го кадетского корпуса подпоручиком в Бомбардирский полк, с которым участвовал во Русско-турецкой войне 1787 - 1792 гг. и был при осаде и взятии Очакова, взятии Каушан, осаде и взятии штурмом Измаила, за что награждён золотым крестом и 11 декабря 1790 года произведён в поручики.
В 1794 году участвовал в подавлении восстания Костюшко в Польше, принимал участие в сражениях у Крупчиц и под Брестом (награждён орденом св. Владимира 4-й степени с бантом),а также во взятии Варшавы.
11 января 1797 г. Гине произведён в штабс-капитаны, с назначением в 8-й артиллерийский батальон, 4 декабря того же года — в капитаны, 9 декабря 1799 г. — в майоры.
23 июня 1803 г. он переведён в 5-й артиллерийский полк. В 1805 г. Гине участвовал в первой войне с Наполеоном и за отличие в битве при Аустерлице награждён золотой шпагой с надписью «За храбрость». 23 августа 1806 г. Гине переведён в 9-ю артиллерийскую бригаду и принял участие в Русско-турецкой войне 1806 - 1812 гг. В частности с ноября 1806 г. он находился при блокаде и взятии крепости Хотина.
В 1807 г. Гине сражался против французов в Восточной Пруссии и участвовал, между прочим, в боях при Станиславове и Нареве. 19 февраля 1807 г. произведён в подполковники, а 21 декабря того же года — в полковники, с назначением командиром 2-й артиллерийской бригады. 26 ноября 1810 г. получил орден св. Георгия 4-й степени за выслугу 25 лет в офицерских чинах.  
В Отечественную войну 1812 г. командовал 21-й артиллерийской бригадой, с которой находился при 21-й пехотной дивизии в Финляндском корпусе Ф. Ф. Штейнгеля. Осенью 1812 г. с частью своей артиллерии переброшен в корпус ген. П. Х. Витгенштейна, в составе которого отличился в сражениях при Чашниках и мызе Смоляны, за что 27 мая 1813 г. произведён в генерал-майоры. В 1813 г. участвовал в войне за освобождение Германии. Осенью 1813 г. занимал должность начальника артиллерийского резерва Богемской армии. 6 октября 1813 г. в сражении при Лейпциге был смертельно ранен. 
Уже после его смерти, 29 октября, ему был пожалован орден св. Георгия 3-й степени
в воздаяние отличных подвигов мужества, храбрости и распорядительности, оказанных в сражении 9 мая при Бауцене.